# St. Petrus (Heede)

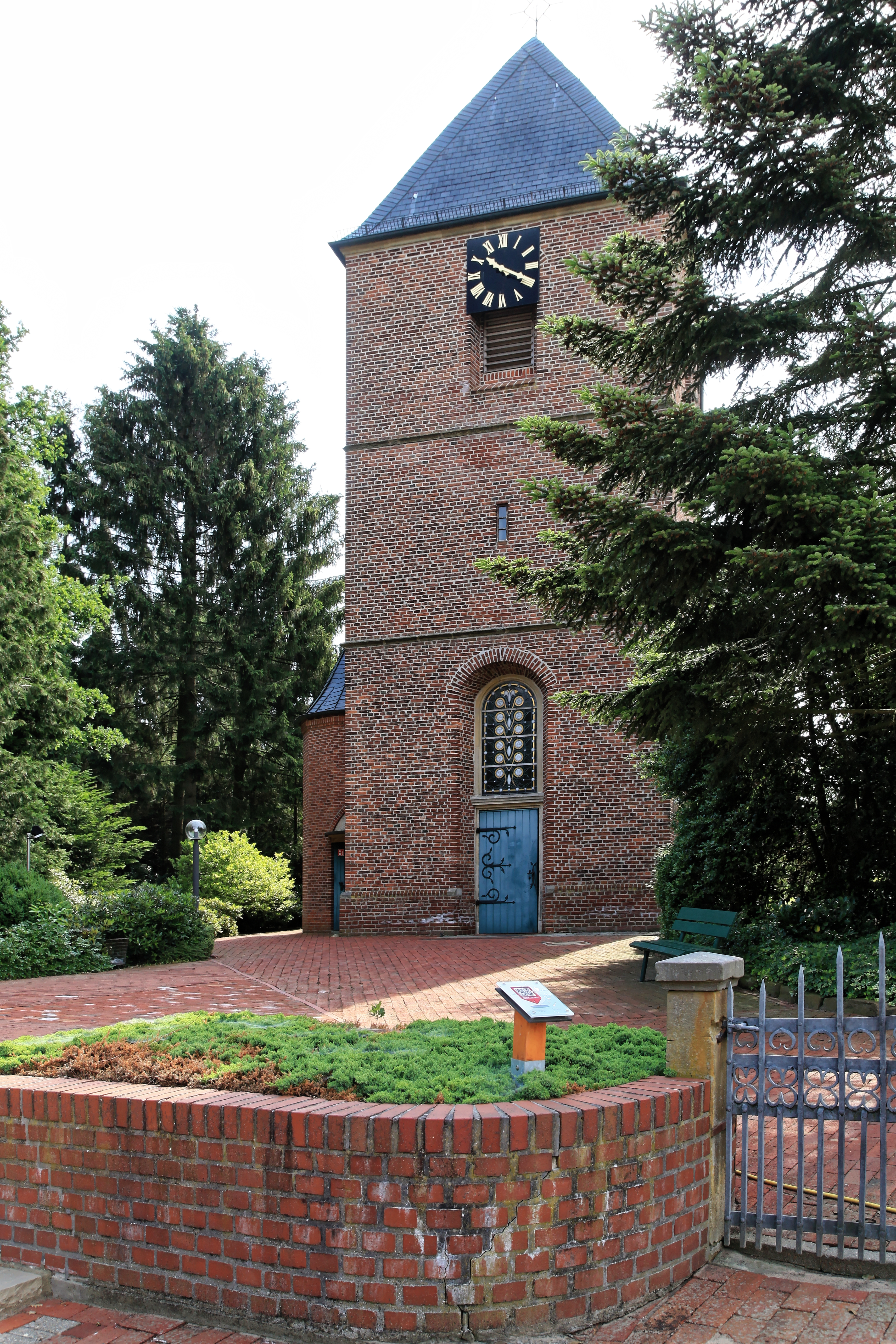
Heede, St. Petrus in Ketten

Die römisch-katholische Pfarrkirche St. Petrus in Ketten steht in Heede, eine Gemeinde im Landkreis Emsland in Niedersachsen. Die Kirchengemeinde bildet mit der Pfarrgemeinde St. Vitus Dörpen und der Kirchengemeinde in Dersum eine Pfarreiengemeinschaft im Dekanat Emsland-Nord des Bistums Osnabrück.

## Beschreibung
Die Saalkirche aus Backsteinen, ein Bauwerk der norddeutschen Backsteingotik, wurde 1484–85 erbaut. Sie besteht aus dem 1707 errichteten Kirchturm im Westen, dem Langhaus aus drei Jochen und dem Chor mit einem Joch, der einen dreiseitigen Abschluss hat. Die Wände werden von Strebepfeilern gestützt. Der Turm ist mit einem schiefergedeckten Zeltdach, das Langhaus mit einem Satteldach bedeckt. Die Joche des Innenraums sind mit Kreuzgewölben überspannt. 
Im Glockenstuhl hängen folgende Kirchenglocken:
| Name             | Schlagton | Masse  | Durchmesser | Gießer                  | Gussjahr | Inschrift                                                 |
| ---------------- | --------- | ------ | ----------- | ----------------------- | -------- | --------------------------------------------------------- |
| Marienglocke     | dis′+8    | 913 kg | 134 cm      | Bochumer Verein         | 1953     | MARIA – KÖNIGIN DES WELTALLS UND KÖNIGIN DER ARMEN SEELEN |
| Petrusglocke     | fis′+10   | 800 kg | 105 cm      | C. & J. Fremy           | 1680     | ST: PETRUS APOSTOLUS BIN ICH GEHETEN                      |
| Josefsglocke     | gis′+8    | 580 kg | 096 cm      | Petit & Gebr. Edelbrock | 1987     | SCHÜTZER JESU UND MARIAS                                  |
| Catharinenglocke | h′+1      | 300 kg | 080 cm      | Titie Goosens           | 1710     | FUSA IN HEDE PATROCINATIBUS PETRO-MARIEE-ANTONIO          |